# انس باشار
انس باشار (به ترکی استانبولی: Enes Başar،  زادهٔ ۳۰ آوریل ۱۹۹۳) یک کشتی‌گیر فرنگی‌کار اهل کشور ترکیه است. وی سابقه حضور در المپیک ۲۰۲۴ پاریس را دارد. 
از افتخارات وی می‌توان به‌ کسب مدال برنز قهرمانی کشتی جهان ۲۰۲۳ اشاره کرد.

## فعالیت حرفه‌ای

### قهرمانی کشتی جهان ۲۰۲۳
باشار در وزن ۶۳ کیلوگرم کشتی فرنگی‌ قهرمانی کشتی جهان ۲۰۲۳ بلگراد شرکت کرد، او در این مسابقات ریوتو ایکدا از ژاپن را مغلوب کرد اما در مسابقه بعد به لری ابولادزه از گرجستان باخت و با توجه به حضور این کشتی‌گیر در فینال، به دیدار شانس مجدد رفت. او در مرحله شانس مجدد الکساندر هروشین از اوکراین را شکست داد و به دیدار رده‌بندی رسید. وی در این دیدار استفان کلمنت از فرانسه را شکست داد و مدال برنز را بدست آورد.